# Michał Gołaś
Michał Gołaś (ur. 29 kwietnia 1984 w Toruniu) – polski kolarz szosowy,  mistrz Polski w szosowym wyścigu ze startu wspólnego (2012). Reprezentant Polski. Olimpijczyk z Londynu (2012) i  Rio de Janeiro (2016).

## Kariera
Kolarstwo zaczął trenować w UKS Iskra Mała Nieszawka. W 1999 został zawodnikiem TKK Pacific Toruń. Jego pierwszym większym sukcesem było mistrzostwo Polski w szosowym wyścigu ze startu wspólnego w kategorii U23 w 2006. Po tym zwycięstwie został zawodnikiem zawodowej grupy Unibet.com (2007). Następnie startował w barwach Cycle Collstrop (2008), Amica Chips-Knauf (2009) i Vacansoleil-DCM (od sierpnia 2009 do końca 2011). W barwach tej ostatniej grupy wystartował w 2011 w Giro d’Italia oraz Vuelta a España, jednak obu tych wyścigów nie ukończył. Jego największym sukcesem było w sezonie 2011 zwycięstwo w klasyfikacji górskiej Tour de Pologne.
W 2012 został zawodnikiem grupy Omega Pharma-Quick Step. W jej barwach wystąpił w Giro d’Italia, zajmując 93. miejsce w klasyfikacji końcowej. W trakcie wyścigu był jego wiceliderem po szóstym etapie, na którym zajął trzecie miejsce, a przez trzy etapy (12-14) był liderem klasyfikacji górskiej, ostatecznie zajmującej w niej 4. miejsce. W tym samym roku został też mistrzem Polski w szosowym wyścigu ze startu wspólnego.
Reprezentował Polskę w indywidualnym wyścigu szosowym mistrzostw świata w kategorii U23 (2005 – 30 m., 2006 – 16 m.) oraz mistrzostw świata seniorów w 2009 (86 m.), 2010 (64 m.), 2011 (150 m.) i 2012 (61 m.). Na Igrzyskach Olimpijskich w Londynie (2012) indywidualnego wyścigu szosowego ze startu wspólnego nie ukończył.

## Najważniejsze osiągnięcia
2006
- 1. miejsce w mistrzostwach Polski do lat 23 (start wspólny)

2011
- 4. miejsce w mistrzostwach Polski (start wspólny)
- 1. miejsce w klasyfikacji górskiej Tour de Pologne

2012
- 3. miejsce na 6. etapie Giro d’Italia
  - 2. miejsce w klasyfikacji generalnej po 6. etapie (przez jeden etap)
  - koszulka klasyfikacji górskiej po 12. etapie (przez trzy etapy)
- 1. miejsce w mistrzostwach Polski (start wspólny)

2013
- 2. miejsce na 5. etapie Tour of Britain

2014
- 2. miejsce w Classic Sud Ardèche - Souvenir Francis Delpech
- 3. miejsce w Grand Prix Impanis-Van Petegem
- 1. miejsce w klasyfikacji górskiej Tour of Beijing

2015
- 2. miejsce na mistrzostwach Polski (start wspólny)
- 1. miejsce w Kampioenschap van Vlaanderen
- 2. miejsce w górskich mistrzostwach Polski

2018
- 4. miejsce w mistrzostwach Polski (start wspólny)

2020
- 1. miejsce w klasyfikacji górskiej Tour de Wallonie

## Starty w Wielkich Tourach
| Grand Tour | 2011 | 2012 | 2013 | 2014 | 2015 | 2016 | 2017 | 2018 | 2019 | 2020 |
| ---------- | ---- | ---- | ---- | ---- | ---- | ---- | ---- | ---- | ---- | ---- |
| Giro       | DNF  | 93.  | 62.  | –    | –    | –    | 141. | –    | –    | –    |
| Tour       | –    | –    | –    | 55.  | 95.  | –    | –    | –    | –    | –    |
| Vuelta     | DNF  | –    | –    | –    | –    | 118. | –    | –    | –    | DNF  |

## Odznaczenie
Postanowieniem prezydenta Bronisława Komorowskiego z 16 października 2014 został odznaczony Brązowym Krzyżem Zasługi za zasługi dla polskiego kolarstwa, za znaczące osiągnięcia sportowe.